# Колокол (самиздатский журнал)
«Колокол» — самиздатский общественно-политический журнал журнал, два номера которого выпустила в 1965 году группа диссидентов в Ленинграде.
В 1963 году два молодых инженера, Валерий Ронкин и Сергей Хахаев, написали работу «От диктатуры бюрократии к диктатуре пролетариата», размножили её фотоспособом и стали распространять. В 1964 году они вместе с ещё несколькими друзьями перешли к распространению листовок такого же содержания.
В апреле и мае 1965 года они выпустили гектографическим способом два номера журнала «Колокол» в количестве «не менее 15 экземпляров каждый». Третий номер готовился в июне 1965 года, но к моменту ареста авторов не был завершён.
В журнале содержались статьи «О первых шагах нового правительства» и «Лавирование или поворот», в которых анализировалась политика Л. Брежнева, сменившего в октябре 1964 года во главе КПСС Н. Хрущёва, и предупреждалось об опасности реставрации сталинизма. Статья «О подлинном и мнимом величии Ленина» разбирала роль и значение Ленина в истории. В «Колоколе» были помещены также политические биографии М. Суслова и А. Косыгина, при этом особое внимание уделялось их карьере в конце 1930-х годов (в период Большого террора). В готовившемся номере «Колокола» содержалась статья «О реформах», посвященная экономическим экспериментам в промышленности и сельском хозяйстве (опыт И. Худенко и других), в которой утверждалось, что эти эксперименты противоречат существующей в СССР бюрократической системе управления, в результате чего они, по-видимому, будут остановлены.
12 июня 1965 года семь участников группы были арестованы сотрудниками КГБ. Затем было арестовано ещё трое. 26 ноября 1965 года Ленинградский городской суд по обвинению в антисоветской агитации и создании антисоветской организации осудил к лишению свободы 9 человек:
- Валерий Ефимович Ронкин, инженер ВНИИСК им. Лебедева — к 7 годам лишения свободы и 3 годам ссылки;
- Сергей Дмитриевич Хахаев, младший научный сотрудник в ЦНИИ им. Крылова — к 7 годам лишения свободы и 3 годам ссылки;
- Владимир Николаевич Гаенко, аспирант ЛТИ — к 4 годам лишения свободы;
- Сергей Николаевич Мошков, студент биологического факультета ЛГУ — к 4 годам лишения свободы;
- Валерий Мануйлович Смолкин, младший научный сотрудник ВНИИСК им. Лебедева — к 3 годам лишения свободы;
- Вениамин Викторович Иофе, аспирант ВНИИСК им. Лебедева — к 3 годам лишения свободы;
- Валерия Иннокентьевна Чикатуева, инженер завода оборонной промышленности п/я 1 в посёлке им. Морозова — к 3 годам лишения свободы;
- Борис Малкиэлевич Зеликсон, старший научный сотрудник ВНИИСК им. Лебедева — к 3 годам лишения свободы;
- Людмила Васильевна Климанова, младший научный сотрудник в посёлке Шиханы Саратовской области — к 2 годам лишения свободы.

Ещё в отношении 15 человек уголовные дела были прекращены до суда «в связи с малозначительностью» их действий.